# Windigo

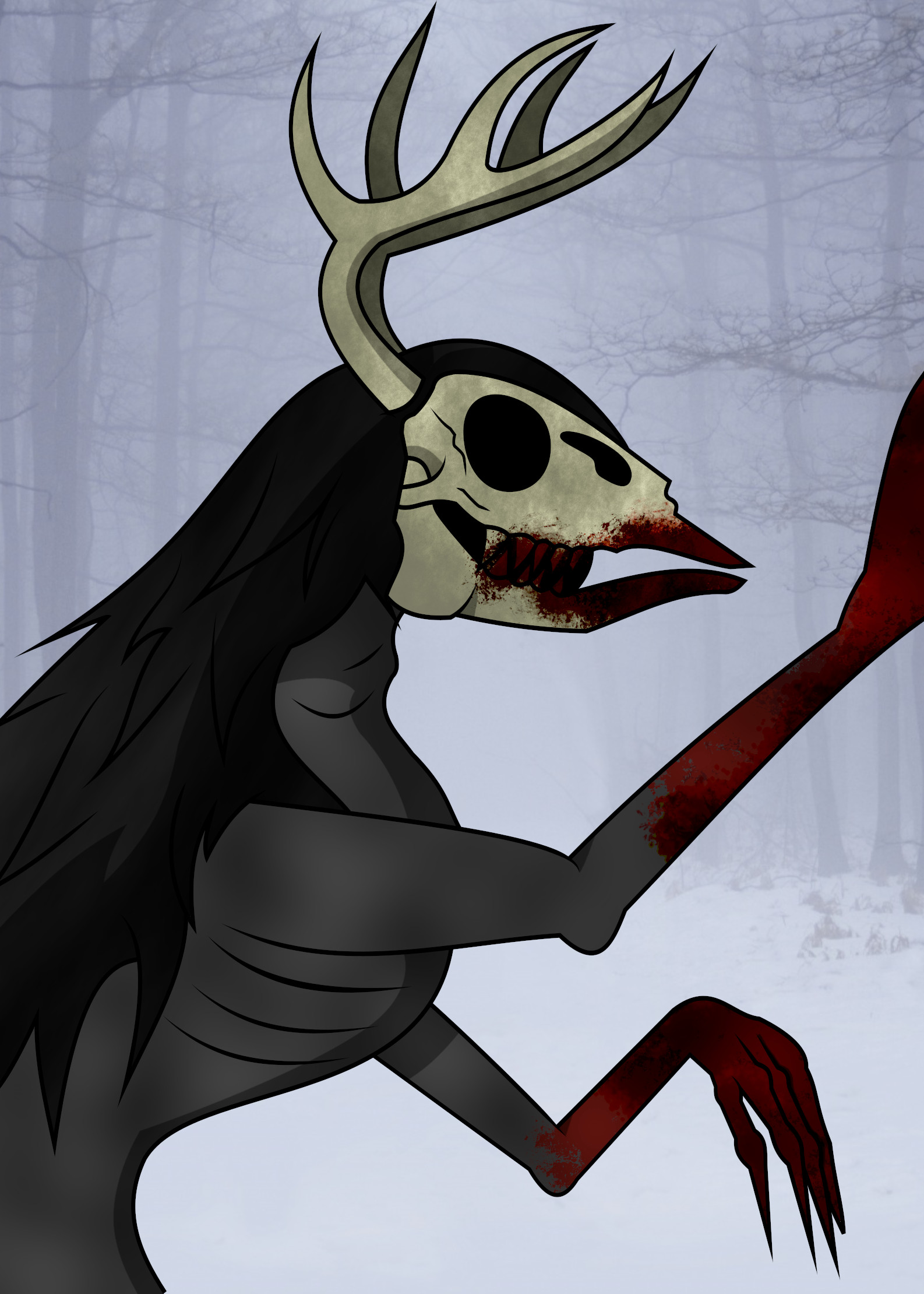
Raffigurazione artistica di un windingo.

Il windigo (o wendigo, AFI: [ˈwɛndɪɡoʊ], dall'Ojibwe wiindigoo AFI: [wiːntɪkoː]) è una creatura leggendaria demoniaca appartenente alla mitologia dei Nativi Americani Algonchini, stanziati lungo la costa orientale, la regione dei Grandi Laghi (tra gli attuali Stati Uniti d'America e il Canada) e le foreste settentrionali della Nuova Scozia. Lo spirito può assumere sia caratteristiche prettamente umane che quelle di un mostro umanoide, trasformatosi da quella che una volta era una persona normale che aveva praticato il cannibalismo.
La creatura presta il suo nome anche ad un controverso termine medico definito "psicosi windigo", descritto dagli etnopsichiatri come una sindrome culturale con sintomi quali intenso desiderio di carne umana e paura di diventare cannibale.

## Nome
Il termine windigo presenta molte traduzioni alternative a seconda della comunità autoctona di riferimento. Alcune varianti sono wiindigo in lingua ojibwe, wīhtikōw in lingua cree, wìdjigò in lingua algonchina e  wi·nteko·wa in lingua proto-algonchina (che significherebbe "gufo").
Altre traslitterazioni includono: wiindigoo, weendigo, windego, wiindgoo, windgo, weendigo, wiindigoo, windago, windiga, wendego, windagoo, widjigo, wiijigoo, wijigo, weejigo, wìdjigò, wintigo, wentigo, wehndigo, wentiko, windgoe, windgo e wintsigo.
Una forma plurale windigoag è anche scritta windegoag, wiindigooag o windikouk.

## Caratteristiche
Le caratteristiche di questo essere non possono essere descritte con precisione, poiché variano a seconda della tribù, ma si tratta comunque di una creatura maligna divoratrice di uomini. Si dice sia figlio dell'inverno e della fame. Ha grandi artigli, corpo scheletrico ed emaciato e labbra assenti o almeno non sufficientemente grandi da coprire gli enormi denti; in alcune versioni viene raffigurato con delle corna o con il cranio di un cervide al posto della testa. È di grandi dimensioni. Il windigo si muove molto velocemente, tanto da consumare i propri piedi per l'attrito con il terreno. I piedi poi cadrebbero e verrebbero sostituiti. È capace di imitare la voce umana e i versi degli animali.
Il windigo è un ottimo cacciatore di giorno, insuperabile di notte. Rincorre le sue prede umane per lunghi tratti, finché queste non impazziscono e i loro piedi non prendono fuoco, poi le trascina nella tana per mangiarle vive. Si dice inoltre che la creatura abbia il cuore di ghiaccio (talvolta addirittura che sia interamente composta di ghiaccio) e che l'unico modo per liberarsene sia proprio di sciogliere il suo cuore con il fuoco.

## Nascita di un windigo
Secondo la tradizione, un uomo (di solito un cacciatore) si trasforma in windigo se viene morso da un altro windigo, se viene posseduto da uno spirito durante il sonno, oppure se si nutre per lungo tempo di carne umana. La trasformazione in windigo può anche essere causata da uno sciamano.
Secondo altre fonti, ogni windigo un tempo era una persona, un nativo americano o un cacciatore, che durante un inverno rigido è stato esiliato senza cibo e approvvigionamenti, e per sopravvivere è dovuto diventare cannibale. Secondo alcune credenze, mangiare carne umana dà qualità come velocità, forza e immortalità; è così che dopo anni e anni si diventa un cacciatore intelligentissimo e imbattibile ma, soprattutto, perennemente affamato e senza più niente di umano.

## Teoria criptozoologica
I criptozoologi considerano le leggende sul windigo come una prova dell'esistenza del Bigfoot o Sasquatch, anche se le caratteristiche comuni ai due mostri sono solo le grandi dimensioni e l'irsutismo.
Più probabilmente il windigo è stato creato come deterrente contro il cannibalismo dalle tribù indiane che vivevano nella parte più settentrionale del Nord America e che quindi si trovavano ad affrontare inverni particolarmente lunghi e rigidi con scarse risorse alimentari. L'aspetto scheletrico e deforme, unito al fatto che la creatura si nutrirebbe, oltre che di carne umana, di muschio e altri cibi considerati normalmente non commestibili, sembrerebbero tipiche conseguenze della malnutrizione.

## Nella cultura di massa
La figura del windigo è stata frequentemente ripresa, più o meno fedelmente, in innumerevoli opere letterarie, televisive e cinematografiche.
Tra i romanzi, il windigo è l'entità che dona il sinistro potere di far tornare in vita i morti al cimitero degli animali nel romanzo horror di Stephen King Pet Sematary. Nei fumetti Marvel Comics esiste il personaggio di Wendigo, storico avversario di Hulk e di Wolverine, che corrisponde perfettamente alle descrizioni del fantomatico mostro.
Sul grande schermo, il windigo è un personaggio centrale dei due film di Larry Fessenden Wendigo e The Last Winter, così come dell'horror Antlers - Spirito insaziabile. Tra i videogiochi, i windigo sono gli antagonisti principali di Until Dawn, dove sono rappresentati come ciò che rimane delle persone che hanno commesso atti di cannibalismo, rinunciando così alla loro umanità.